# 山東大学
山東大学（英語：Shandong University；簡体字: 山东大学，略称：山大）は、中国教育部直属の副部級大学。中国の教育部により21校の国内主要第一級大学のうちの一校に選ばれている。国家重点実験室も持っている。985工程、211工程、双一流の成員校として、国家重点大学である。総敷地面積は533ヘクタールを超えている。キャンパスは、山東省の済南市、威海市、そして青島市に設置されている。QS世界大学ランキング2025年版では、世界316位と評価され、世界大学学術ランキング2024年版では、世界124位と評価された。

## 概要
山東大学は中国にある大学の中でも、最も古くに設立された名門大学の一つである。1901年、中国における2校目の国立大学として設立され、2001年に中国教育省により21校の国内主要第一級大学のうちの一校にも選ばれた。
30の大学部・大学院部から成り立っており、主に哲学、経済学、法律学、文学、歴史学、自然科学、技術工学、経営学、医学の9つの主要な分野においてコースを提供している。総生徒数7万人。留学生も5000人ほどいる。国際交流も盛んで、アメリカや日本などの大学30校と学術交流を行っており、世界40カ国以上の大学と交換留学の協定を結んでいる。

## 沿革

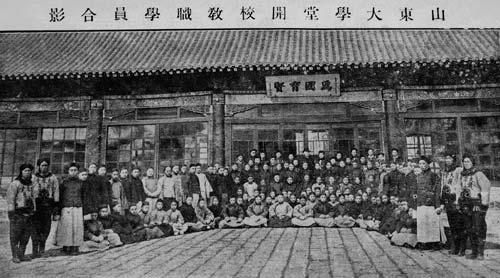
山東大学堂開校式

山東大学は1901年に設立され、その前身は山東大学堂であった。1904年に山東高等学堂と改称され、1924年に私立青島大学が正式に創立された。1926年には、6つの専門学校が統合され、省立山東大学が設立された。1930年に国立青島大学が正式に発足し、1932年に国立山東大学と改称された。1951年に華東大学との合併により、再び山東大学と改称された。2000年に山東大学、山東医科大学、山東工業大学が統合され、新しい山東大学が設立された。2001年に国家「985工程」の重点建設高水準研究型大学に指定され、2017年に国家「双一流」建設大学に選ばれた。

## ランキング
| QS世界大学ランキング 2025年      | 316位                  |
| 世界大学学術ランキング 2024年    | 124位                  |
| CWUR世界大学ランキング 2025年    | 168位                  |
| ESI世界研究機関ランキング 2025年 | 124位                  |
| Nature Index ランキング2025年    | 18位(中国国内では13位) |
| -------------------------------- | ---------------------- |

## 著名人
- 潘承洞 - 有名な数学者
- ペーター・グリューンベルク - 物理学者 - ノーベル物理学賞（2007）
- 莫言 - ノーベル文学賞（2012）
- 孔垂長 - 大成至聖先師奉祀官
- 老舍 - 小説家、劇作家
- 聞一多 - 詩人、古典論家
- 薛其坤 - 物理学者- オリバー・E・バックリー凝縮系賞 (2024)、清華大学副学長

## 日本における協定校
- 東京大学
- 京都大学
- 九州大学
- 早稲田大学
- 神戸大学
- 横浜国立大学
- 法政大学
- 熊本大学

## 海外協定校
- ケンブリッジ大学
- オックスフォード大学
- イェール大学
- シカゴ大学
- マサチューセッツ工科大学
- オーストラリア国立大学
- トロント大学
- ユニヴァーシティ・カレッジ・ロンドン
- 高麗大学校
- ソウル大学校
- モスクワ大学
- シンガポール国立大学
- 南洋理工大学